# Thomas Foket
Thomas Foket (ur. 25 września 1994 w Brukseli) – belgijski piłkarz grający na pozycji prawego obrońcy lub pomocnika. Od 2018 roku jest zawodnikiem klubu Stade de Reims.

## Kariera piłkarska
Swoją karierę piłkarską Foket rozpoczął w klubie Dilbeek Sport. W sezonie 2011/2012 grał w pierwszej drużynie w rozgrywkach czwartej ligi belgijskiej. W 2012 roku przeszedł do KAA Gent. 27 października 2012 zadebiutował w nim w pierwszej lidze belgijskiej w wygranym 2:0 domowym meczu z RAEC Mons.
W 2013 roku Foket został wypożyczony z Gent do innego pierwszoligowca, KV Oostende. W klubie tym swój debiut zaliczył 27 lipca 2013 w przegranym 0:3 wyjazdowym meczu z KRC Genk. W klubie z Ostendy grał przez rok.
W 2014 roku Foket wrócił do Gent. W sezonie 2014/2015 wywalczył z Gent pierwszy w historii klubu tytuł mistrza Belgii. 16 lipca 2015 wystąpił w wygranym 1:0 meczu o Superpuchar Belgii z Club Brugge. W Gent grał do lata 2018.
Latem 2018 roku Foket przeszedł za 3,2 miliona euro do francuskiego Stade de Reims. Zadebiutował w nim 16 września 2018 w zremisowanym 0:0 wyjazdowym meczu z FC Nantes.
| Sezon   | Klub           | Kraj    | Rozgrywki     | Mecze | Gole |
| ------- | -------------- | ------- | ------------- | ----- | ---- |
| 2011/12 | Dilbeek Sport  | Belgia  | Promotion B   | 30    | 0    |
| 2012/13 | KAA Gent       | Belgia  | Eerste klasse | 7     | 0    |
| 2013/14 | KV Oostende    | Belgia  | Eerste klasse | 24    | 0    |
| 2014/15 | KAA Gent       | Belgia  | Eerste klasse | 38    | 2    |
| 2015/16 | KAA Gent       | Belgia  | Eerste klasse | 39    | 0    |
| 2016/17 | KAA Gent       | Belgia  | Eerste klasse | 35    | 0    |
| 2017/18 | KAA Gent       | Belgia  | Eerste klasse | 24    | 0    |
| 2018/19 | KAA Gent       | Belgia  | Eerste klasse | 5     | 0    |
| 2018/19 | Stade de Reims | Francja | Ligue 1       | 32    | 0    |
| 2019/20 | Stade de Reims | Francja | Ligue 1       | 27    | 0    |
| 2020/21 | Stade de Reims | Francja | Ligue 1       | 37    | 0    |

## Kariera reprezentacyjna
Foket grał w młodzieżowych reprezentacjach Belgii na różnych szczeblach wiekowych. W reprezentacji Belgii zadebiutował 9 listopada 2016 roku w zremisowanym 1:1 towarzyskim meczu z Holandią, rozegranym w Amsterdamie, gdy w 46. minucie zmienił Thomasa Meuniera.